# Luis Valladares y Garriga
Luis Valladares y Garriga (?-1856) est un journaliste et dramaturge espagnol du XIXe siècle ; il s'inscrit dans la mouvance romantique espagnole.
Il a notamment été rédacteur pour El Español de 1845 à 1847. Il a écrit des pièces de théâtre en collaboration avec Carlos García Doncel (es), Juan Eugenio Hartzenbusch, Luis de Olona (es) et Cayetano Rosell (es).
Il figure dans le célèbre tableau d'Antonio María Esquivel, La Réunion des poètes (1846), à côté de Doncel.

## Œuvre

### Écrites seul
- A Isabel II
- El Cristo de la Oliva
- El Heredero del Czar (1851)
- ¿Quién será su padre? (adaptation de Japhet, ou, La recherche d'un père)[3]

### Écrit avec Carlos García Doncel
- Amor y farmacia[4]
- Amor y nobleza[5]
- El guante de Coradino[6]
- Enrique de Trastamara, o, Los mineros[7]
- Las dos emperatrices
- Las travesuras de Juana (1843)[8]
- Pedro el negro, o, Los bandidos de la Lorena[9]
- Por no escribirle las señas (1858)[10]
- Quiero ser cómica[11]
- Sobresaltos y congojas[12]

### Écrit avec Juan Eugenio Hartzenbusch et Cayetano Rosell
- Jugar por tabla (1860)[13]

### Écrit avec Luis de Olona
- Lo primero es lo primero (1849)

### Autres
- Auguste Anicet-Bourgeois, De una afrenta dos venganzas (1845, avec également Carlos García Doncel et Joseph-Philippe Lockroy)[14]